# Campionato panamericano femminile di pallamano 2013
Il Campionato panamericano femminile di pallamano 2013 è stato la 12ª edizione del torneo organizzato dalla Pan-American Team Handball Federation, valido anche come qualificazione al Campionato mondiale femminile di pallamano 2013. Il torneo si è svolto dal 1º all'8 giugno 2013 a Santo Domingo, nella Repubblica Dominicana. Il Brasile ha vinto il titolo per l'ottava volta.

## Regolamento
Le 10 squadre partecipanti sono state divise in due gruppi di 5 squadre. Le prime due classificate si sono qualificate per la fase finale, oltre che per il Campionato mondiale femminile di pallamano 2013.

## Fase a gironi

### Gruppo A
| Squadra         | P.ti | G | V | N | P | F   | S   | DR   |
| --------------- | ---- | - | - | - | - | --- | --- | ---- |
| Brasile         | 8    | 4 | 4 | 0 | 0 | 188 | 57  | +131 |
| Rep. Dominicana | 6    | 4 | 3 | 0 | 1 | 115 | 89  | +26  |
| Messico         | 4    | 4 | 2 | 0 | 2 | 109 | 114 | -5   |
| Stati Uniti     | 2    | 4 | 1 | 0 | 3 | 74  | 114 | -40  |
| Costa Rica      | 0    | 4 | 0 | 0 | 4 | 51  | 163 | -112 |

| Santo Domingo 1º giugno 2013, ore 13:00 UTC-4 | Messico | 35 – 16 (18-7) | Costa Rica |  |

| Santo Domingo 1º giugno 2013, ore 15:00 UTC-4 | Brasile | 44 – 10 (21-3) | Stati Uniti |  |

| Santo Domingo 2 giugno 2013, ore 15:15 UTC-4 | Stati Uniti | 11 – 27 (6-16) | Rep. Dominicana |  |

| Santo Domingo 2 giugno 2013, ore 19:00 UTC-4 | Costa Rica | 7 – 59 (2-31) | Brasile |  |

| Santo Domingo 3 giugno 2013, ore 17:00 UTC-4 | Rep. Dominicana | 27 – 26 (11-11) | Messico |  |

| Santo Domingo 3 giugno 2013, ore 19:00 UTC-4 | Stati Uniti | 30 – 13 (14-7) | Costa Rica |  |

| Santo Domingo 4 giugno 2013, ore 17:00 UTC-4 | Costa Rica | 15 – 39 | Rep. Dominicana |  |

| Santo Domingo 4 giugno 2013, ore 19:00 UTC-4 | Messico | 18 – 48 (11-24) | Brasile |  |

| Santo Domingo 5 giugno 2013, ore 15:00 UTC-4 | Messico | 30 – 23 (15-13) | Stati Uniti |  |

| Santo Domingo 5 giugno 2013, ore 17:00 UTC-4 | Brasile | 37 – 22 (21-13) | Rep. Dominicana |  |

### Gruppo B
| Squadra   | P.ti | G | V | N | P | F   | S   | DR  |
| --------- | ---- | - | - | - | - | --- | --- | --- |
| Argentina | 8    | 4 | 4 | 0 | 0 | 136 | 63  | +73 |
| Paraguay  | 6    | 4 | 3 | 0 | 1 | 97  | 108 | -11 |
| Uruguay   | 4    | 4 | 2 | 0 | 2 | 109 | 112 | -3  |
| Venezuela | 2    | 4 | 1 | 0 | 3 | 125 | 136 | -11 |
| Canada    | 0    | 4 | 0 | 0 | 4 | 89  | 127 | -38 |

| Santo Domingo 1º giugno 2013, ore 15:00 UTC-4 | Argentina | 37 – 14 (17-6) | Canada |  |

| Santo Domingo 1º giugno 2013, ore 19:00 UTC-4 | Venezuela | 30 – 35 (13-19) | Paraguay |  |

| Santo Domingo 2 giugno 2013, ore 12:30 UTC-4 | Canada | 25 – 31 (12-14) | Uruguay |  |

| Santo Domingo 2 giugno 2013, ore 17:00 UTC-4 | Paraguay | 10 – 32 (5-18) | Argentina |  |

| Santo Domingo 3 giugno 2013, ore 13:00 UTC-4 | Canada | 23 – 28 (13-16) | Paraguay |  |

| Santo Domingo 3 giugno 2013, ore 15:00 UTC-4 | Uruguay | 36 – 34 (19-15) | Venezuela |  |

| Santo Domingo 4 giugno 2013, ore 13:00 UTC-4 | Paraguay | 24 – 23 (11-13) | Uruguay |  |

| Santo Domingo 4 giugno 2013, ore 15:00 UTC-4 | Venezuela | 20 – 38 (9-17) | Argentina |  |

| Santo Domingo 5 giugno 2013, ore 13:00 UTC-4 | Venezuela | 31 – 27 | Canada |  |

| Santo Domingo 5 giugno 2013, ore 19:00 UTC-4 | Argentina | 29 – 19 (16-6) | Uruguay |  |

## Fase finale

### Finale 9º posto
| Santo Domingo 7 giugno 2013, ore 9:00 UTC-4 | Costa Rica | 13 – 34 (6-17) | Canada |  |

### Incontri 5º/8º posto
|  | Semifinali 5º/8º posto | Semifinali 5º/8º posto | Semifinali 5º/8º posto |         |         | Finale 5º posto | Finale 5º posto | Finale 5º posto |  |
|  |                        |                        |                        |         |         |                 |                 |                 |  |
|  | Messico                | Messico                | 32                     |         |         |                 |                 |                 |  |
|  | Messico                | Messico                | 32                     |         |         |                 |                 |                 |  |
|  | Venezuela              | Venezuela              | 25                     |         |         |                 |                 |                 |  |
|  | Venezuela              | Venezuela              | 25                     |         | Messico | Messico         | 24              |                 |  |
|  |                        |                        |                        |         | Messico | Messico         | 24              |                 |  |
|  |                        |                        | Uruguay                | Uruguay | 27      |                 |                 |                 |  |
|  | Stati Uniti            | Stati Uniti            | Uruguay                | Uruguay | 27      | 17              |                 |                 |  |
|  | Stati Uniti            | Stati Uniti            |                        |         |         | 17              |                 |                 |  |
|  | Uruguay                | Uruguay                | 30                     |         |         | Finale 7º posto | Finale 7º posto | Finale 7º posto |  |
|  | Uruguay                | Uruguay                | 30                     |         |         |                 |                 |                 |  |
|  |                        |                        |                        |         |         |                 |                 |                 |  |
|  |                        |                        |                        |         |         | Venezuela       | Venezuela       | 36              |  |
|  |                        |                        |                        |         |         | Venezuela       | Venezuela       | 36              |  |
|  |                        |                        |                        |         |         | Stati Uniti     | Stati Uniti     | 29              |  |

#### Semifinali 5º/8º posto
| Santo Domingo 7 giugno 2013, ore 11:00 UTC-4 | Messico | 32 – 25 (11-13) | Venezuela |  |

| Santo Domingo 7 giugno 2013, ore 13:00 UTC-4 | Uruguay | 30 – 17 (14-12) | Stati Uniti |  |

#### Finale 7º posto
| Santo Domingo 8 giugno 2013, ore 12:00 UTC-4 | Venezuela | 36 – 29 (18-17) | Stati Uniti |  |

#### Finale 5º posto
| Santo Domingo 8 giugno 2013, ore 14:00 UTC-4 | Messico | 24 – 27 (14-15) | Uruguay |  |

### Tabellone principale
|  | Semifinali      | Semifinali      | Semifinali |           |         | Finale          | Finale          | Finale          |  |
|  |                 |                 |            |           |         |                 |                 |                 |  |
|  | Brasile         | Brasile         | 43         |           |         |                 |                 |                 |  |
|  | Brasile         | Brasile         | 43         |           |         |                 |                 |                 |  |
|  | Paraguay        | Paraguay        | 17         |           |         |                 |                 |                 |  |
|  | Paraguay        | Paraguay        | 17         |           | Brasile | Brasile         | 38              |                 |  |
|  |                 |                 |            |           | Brasile | Brasile         | 38              |                 |  |
|  |                 |                 | Argentina  | Argentina | 15      |                 |                 |                 |  |
|  | Rep. Dominicana | Rep. Dominicana | Argentina  | Argentina | 15      | 17              |                 |                 |  |
|  | Rep. Dominicana | Rep. Dominicana |            |           |         | 17              |                 |                 |  |
|  | Argentina       | Argentina       | 27         |           |         | Finale 3º posto | Finale 3º posto | Finale 3º posto |  |
|  | Argentina       | Argentina       | 27         |           |         |                 |                 |                 |  |
|  |                 |                 |            |           |         |                 |                 |                 |  |
|  |                 |                 |            |           |         | Paraguay        | Paraguay        | 19              |  |
|  |                 |                 |            |           |         | Paraguay        | Paraguay        | 19              |  |
|  |                 |                 |            |           |         | Rep. Dominicana | Rep. Dominicana | 28              |  |

#### Semifinali
| Santo Domingo 7 giugno 2013, ore 15:00 UTC-4 | Brasile | 43 – 17 (23-8) | Paraguay |  |

| Santo Domingo 7 giugno 2013, ore 17:00 UTC-4 | Argentina | 27 – 17 (15-10) | Rep. Dominicana |  |

#### Finale 3º posto
| Santo Domingo 8 giugno 2013, ore 16:00 UTC-4 | Paraguay | 19 – 28 | Rep. Dominicana |  |

#### Finale
| Santo Domingo 8 giugno 2013, ore 18:00 UTC-4 | Brasile | 38 – 15 (19-8) | Argentina |  |

## Classifica finale
|  | Campione panamericano, qualificata al Campionato mondiale femminile di pallamano 2013. |
|  | Qualificata al Campionato mondiale femminile di pallamano 2013.                        |

| Pos.    | Nazione         |
| ------- | --------------- |
| Oro     | Brasile         |
| Argento | Argentina       |
| Bronzo  | Rep. Dominicana |
| 4       | Paraguay        |
| 5       | Uruguay         |
| 6       | Messico         |
| 7       | Venezuela       |
| 8       | Stati Uniti     |
| 9       | Canada          |
| 10      | Costa Rica      |